# Mató

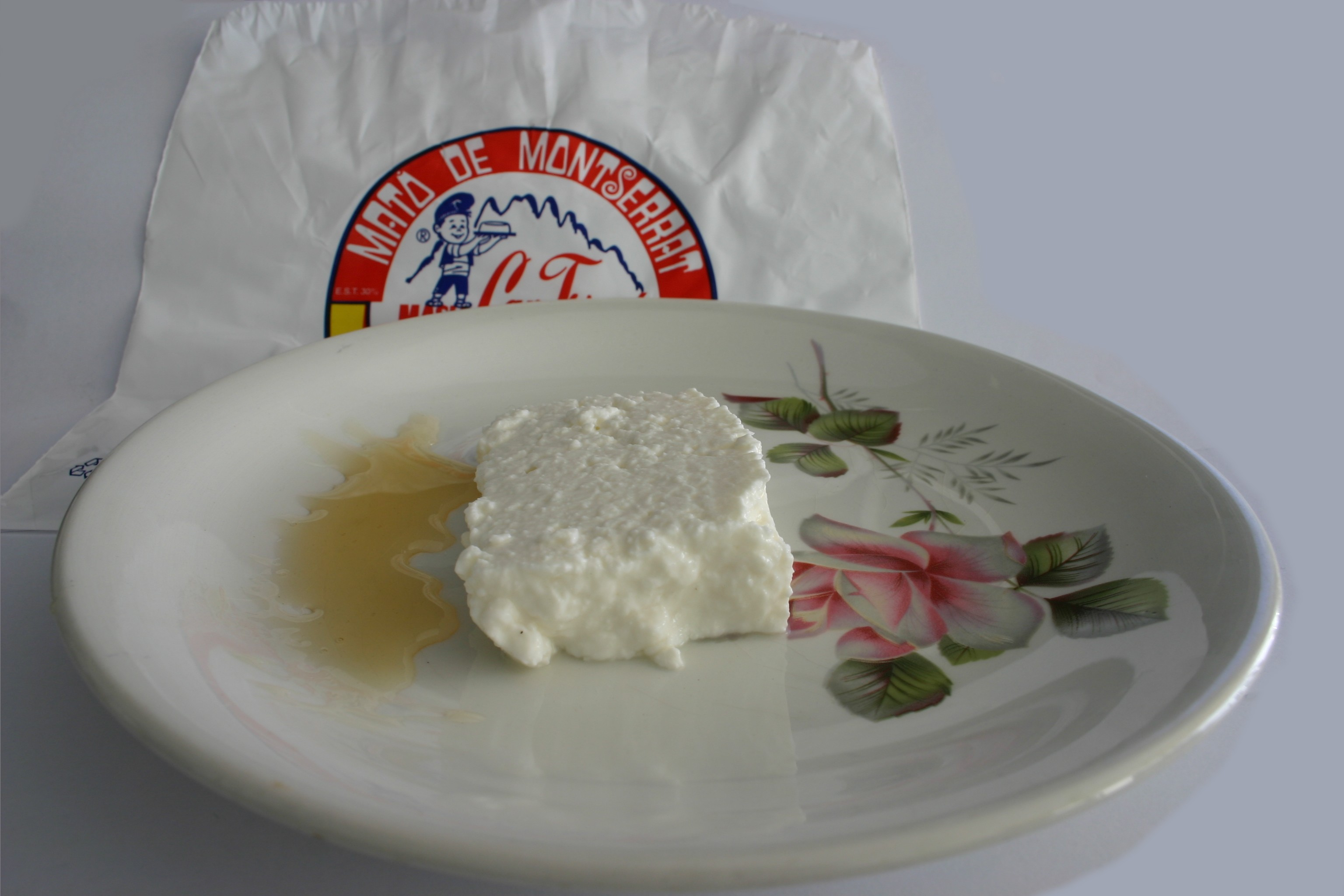
Mezcla típica conocida como «mel i mató».

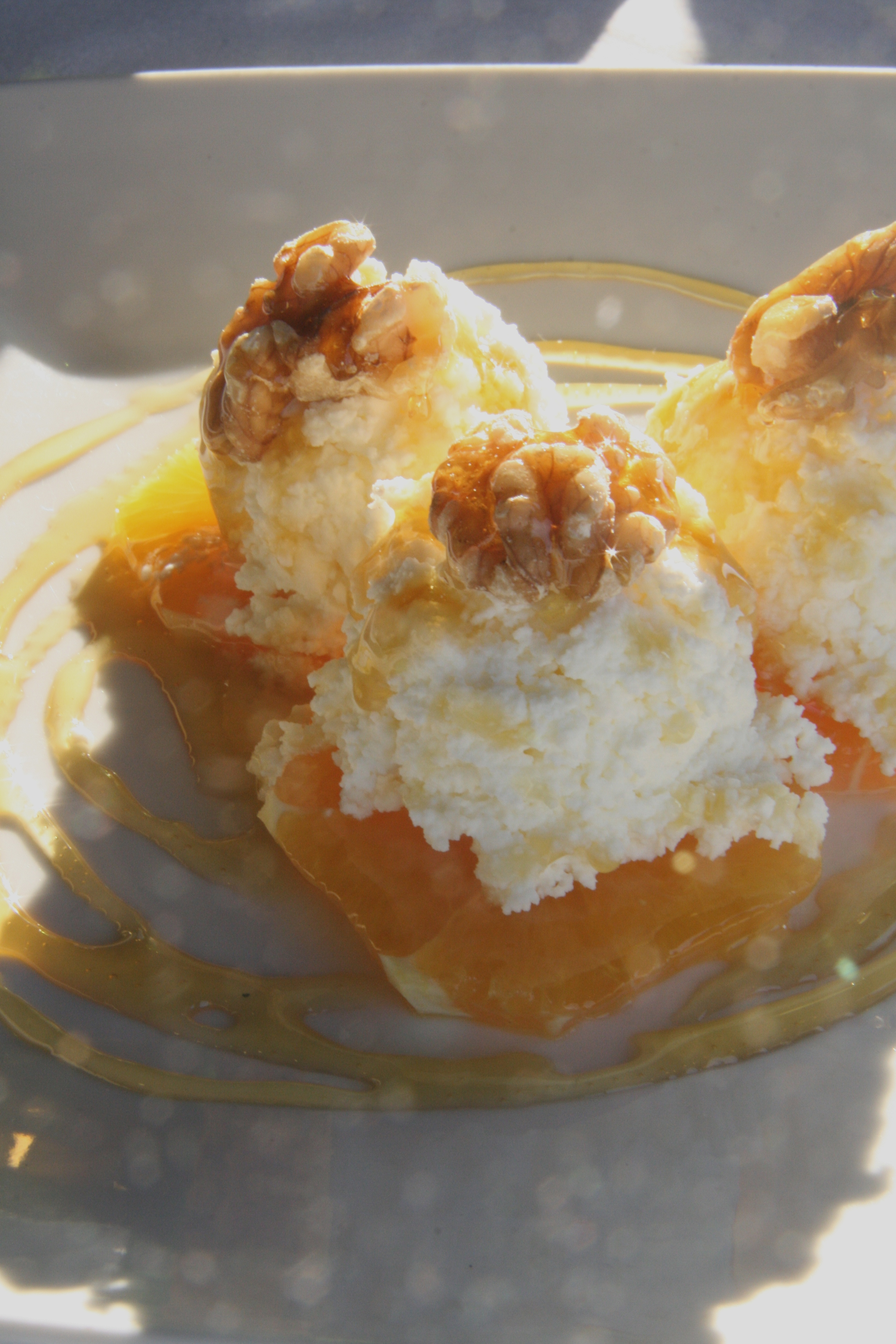
Detalle de Mel i mato.

El mató es un tipo de queso fresco, típico de la gastronomía de Cataluña. Tiene menos grasa que la mayoría de los otros quesos. Su origen es medieval y las primeras referencias a este las encontramos en el Llibre de Sent Soví.
Tradicionalmente se elaboraba con leche de cabra u oveja.
Es popular en el campo de la dietética deportiva por ser bajo en grasas pero alto en proteínas.

## Características
Se fabrica de forma artesanal haciendo hervir la leche y coagulándola con un elemento vegetal como la flor de cardo (Cynara cardunculus), jugo de limón o un elemento animal (cuajo). El producto que resulta se filtra mediante un trapo en recipientes de mimbre o caña. Se obtiene así una masa pastosa de color blanco, ligeramente dulce por efecto de la concentración de la lactosa de la leche.
La fabricación industrial utiliza el mismo principio físico-químico pero se utiliza leche pasteurizada y depósitos de acero inoxidable de gran capacidad.

## Usos
El mató se consume como postre. Puede hacerse espolvoreado con azúcar aunque la forma más tradicional es la que utiliza miel para endulzarlo, dando origen al mel i mató. 